# Osvaldo Farrés
Osvaldo Farrés Duarte (ur. 21 sierpnia 1967) – paragwajski strzelec, olimpijczyk. 
Brał udział w Letnich Igrzyskach Olimpijskich 1984 (Los Angeles). Startował tylko w trapie, w którym zajął 68. miejsce, o 1 miejsce niżej od swego ojca Olegario.

## Wyniki olimpijskie
| Igrzyska | Konkurencja | Wynik      | Miejsce | Źródło |
| -------- | ----------- | ---------- | ------- | ------ |
| IO 1984  | Trap        | 134 punkty | 68.     | [ 1 ]  |